# Ararat - Il monte dell'Arca
Ararat - Il monte dell'Arca (Ararat) è un film del 2002 diretto da Atom Egoyan, presentato fuori concorso al 55º Festival di Cannes.

## Trama
All'aeroporto di Toronto, Raffi, un giovane canadese di origine armena, racconta a David, anziano ufficiale della dogana che gli sta ispezionando il bagaglio, i motivi del viaggio in Armenia da cui è appena tornato.
Entrambi i personaggi sono in qualche modo legati ad un film che il regista Edward Saroyan sta girando sul genocidio armeno del 1915 per mano turca: Raffi lavora sul set e sua madre Ani, una nota critica d'arte, è consulente della sceneggiatura; David, oltre ad aver parlato con il regista al suo arrivo in Canada, ha un figlio, Philip, legato sentimentalmente ad Ali, un attore turco che lavora nel film.
Raffi ha inoltre una situazione familiare estremamente problematica: suo padre è morto mentre attentava alla vita di un diplomatico turco; sua madre si è poi risposata con un altro uomo, poi suicidatosi, che dal matrimonio precedente aveva avuto una figlia, Celia, di cui ora Raffi è innamorato.
Volendo conoscere che cosa ha spinto suo padre al tragico gesto che gli è costato la vita, Raffi si reca in Armenia per filmare i luoghi dei suoi antenati e viene a conoscenza del terribile genocidio operato dai Turchi contro gli armeni.

## Commento
Nel film ricorrono molti dei temi cari al regista Egoyan. Innanzitutto, come in Il dolce domani i rapporti familiari sono segnati dal dolore (la morte dei due mariti di Ani) e dall'incomunicabilità (la tensione continua fra Ani, Raffi e Celia; ma anche la lite fra David e Philip). In secondo luogo, la creazione di una realtà alternativa (il film che Saroyan sta girando) e la memoria (il viaggio di Raffi a scopo documentario) come conoscenza di sé richiamano le situazioni analoghe di Mondo virtuale, Exotica e False verità. Infine, il rapporto fra carnefice e vittima (David e Raffi) destinato a risolversi positivamente richiama in qualche modo Il viaggio di Felicia. Comune alle altre pellicole del regista è anche l'atmosfera apparentemente gelida sotto la quale si muovono tensioni e sentimenti inconfessabili.
Rispetto alle altre pellicole è meno presente l'ossessione sessuale, anche se l'amore fra Raffi e Celia è di tipo eterodosso, essendo i due fratellastri. Una novità è invece l'elemento storico-politico (il genocidio degli Armeni), che comunque viene visto più dal punto di vista individuale attraverso le reazioni che suscita nei diversi personaggi.
Il film ha una struttura narrativa alquanto complessa: alla trama principale si mescolano spesso i flashback sulla vita del pittore armeno Arshile Gorky, che da bambino fu testimone del genocidio e in seguito si suicidò dopo aver dipinto il quadro L'artista con sua madre, attorno al quale ruota tutta la vicenda e che assume una forte valenza simbolica.
Frequenti sono anche le sequenze sul set del film storico che Saroyan sta girando, e che finiscono per confondersi con la realtà contemporanea.